# Nazionale maschile di pallamano dell'Ungheria
La nazionale di pallamano maschile dell'Ungheria è la rappresentativa pallamanistica maschile dell'Ungheria ed è posta sotto l'egida della Federazione ungherese di pallamano (Magyar Kézilabda Szövetség) e rappresenta il paese nelle varie competizioni ufficiali o amichevoli riservate a squadre nazionali.
Si tratta di una delle principali nazionali nel panorama pallamanistico mondiale, pur non avendo mai conquistato alcun successo. Il suo miglior risultato è il secondo posto del campionato mondiale 1986, rimanendo ai piedi del podio per ben quattro volte ai Giochi Olimpici.

## Palmarès

### Mondiali
- (1986)

### Competizioni principali
- 1936: 4º posto
- 1972: 8º posto
- 1976: 6º posto
- 1980: 4º posto
- 1984: non qualificata
- 1988: 4º posto
- 1992: 7º posto
- 1996: non qualificata
- 2000: non qualificata
- 2004: 4º posto
- 2008: non qualificata
- 2012: 4º posto
- 2016: non qualificata
- 2020: non qualificata
- 2024: 10º posto

- 1938: non qualificata
- 1954: non qualificata
- 1958: 7º posto
- 1961: non qualificata
- 1964: 8º posto
- 1967: 8º posto
- 1970: 8º posto
- 1974: 7º posto
- 1978: 9º posto
- 1982: 9º posto
- 1986:  Argento
- 1990: 6º posto
- 1993: 11º posto
- 1995: 17º posto
- 1997: 4º posto
- 1999: 11º posto
- 2001: non qualificata
- 2003: 6º posto
- 2005: non qualificata
- 2007: 9º posto
- 2009: 6º posto
- 2011: 7º posto
- 2013: 8º posto
- 2015: non qualificata
- 2017: 7º posto
- 2019: 10º posto

- 1994: 7º posto
- 1996: 10º posto
- 1998: 6º posto
- 2000: non qualificata
- 2002: non qualificata
- 2004: 9º posto
- 2006: 13º posto
- 2008: 8º posto
- 2010: 14º posto
- 2012: 8º posto
- 2014: 8º posto
- 2016: 12º posto
- 2018: 14º posto

## Tutte le rose

### Giochi olimpici
Pallamano ai Giochi Olimpici Estivi 1992Imre Bíró, Attila Borsos, Ottó Csicsay, István Csoknyai, József Éles, Ferenc Füzesi, Sándor Győrffy, Attila Horváth, Mihály Iváncsik, László Marosi, Richárd Mezei, Jakab Sibalin, László Sótonyi, János Szathmári, Igor Zubjuk, CT: Attila Joósz